# Dendrobium dantaniense
Dendrobium dantaniense är en orkidéart som beskrevs av André Guillaumin. Dendrobium dantaniense ingår i släktet Dendrobium, och familjen orkidéer. Inga underarter finns listade i Catalogue of Life.